# Synandromyces telephani
Synandromyces telephani är en svampart som beskrevs av Thaxt. 1912. Synandromyces telephani ingår i släktet Synandromyces och familjen Laboulbeniaceae.   Inga underarter finns listade i Catalogue of Life.